# 拉普拉斯分布
在概率论与统计学中，拉普拉斯分布 (Laplace distribution) 是以皮埃尔-西蒙·拉普拉斯的名字命名的一种连续概率分布。由于它可看作两平移指数分布背靠背拼接在一起，因此又稱双指数分布 (Double exponential distribution)。两个相互独立同概率分布指数随机变量之间的差别是按照指数分布的随机时间布朗运动，所以它遵循拉普拉斯分布。

## 概率分布、概率密度以及分位数函数
如果随机变量的概率密度函数分布为
{\displaystyle f(x|\mu ,b)={\frac {1}{2b}}\exp \left(-{\frac {|x-\mu |}{b}}\right)\,\!}
{\displaystyle ={\frac {1}{2b}}\left\{{\begin{matrix}\exp \left(-{\frac {\mu -x}{b}}\right)&{\mbox{if }}x<\mu \\[8pt]\exp \left(-{\frac {x-\mu }{b}}\right)&{\mbox{if }}x\geq \mu \end{matrix}}\right.}
那么它就是拉普拉斯分布。其中，{\displaystyle \mu } 是位置参数，{\displaystyle b>0} 是尺度参数。如果 {\displaystyle \mu =0}，{\displaystyle b=1}, 那么，正半部分恰好是 {\displaystyle {\frac {1}{2}}}倍  {\displaystyle \lambda =1} 的指数分布。
拉普拉斯分布的概率密度函数让我们联想到正态分布，但是，正态分布是用相对于 {\displaystyle \mu } 平均值的差的平方来表示，而拉普拉斯概率密度用相对于平均值的差的绝对值来表示。因此，拉普拉斯分布的尾部比正态分布更加平坦。
根据绝对值函数，如果将一个拉普拉斯分布分成两个对称的情形，那么很容易对拉普拉斯分布进行积分。它的累积分布函数为：
| {\displaystyle F(x)\,} | {\displaystyle =\int _{-\infty }^{x}\!\!f(u)\,\mathrm {d} u} |
|                        | {\displaystyle =\left\{{\begin{matrix}&{\frac {1}{2}}\exp \left(-{\frac {\mu -x}{b}}\right)&{\mbox{if }}x<\mu \\[8pt]1-\!\!\!\!&{\frac {1}{2}}\exp \left(-{\frac {x-\mu }{b}}\right)&{\mbox{if }}x\geq \mu \end{matrix}}\right.} |
|                        | {\displaystyle =0.5\,[1+\operatorname {sgn}(x-\mu )\,(1-\exp(-{\frac {\|x-\mu \|}{b}}))]} |

逆累积分布函数为
{\displaystyle F^{-1}(p)=\mu -b\,\operatorname {sgn}(p-0.5)\,\ln(1-2|p-0.5|)}

## 生成拉普拉斯变量
已知区间 {\displaystyle (-{\frac {1}{2}},{\frac {1}{2}}]} 中均匀分布上的随机变量 {\displaystyle U}，随机变量
{\displaystyle X=\mu -b\,\operatorname {sgn}(U)\,\ln(1-2|U|)}
为参数 {\displaystyle \mu } 与 {\displaystyle b} 的拉普拉斯分布。根据上面的逆累计分布函数可以得到这样的结果。
当两个相互独立同分布指数（{\displaystyle {\frac {1}{b}}}）变化的时候也可以得到 {\displaystyle \operatorname {Laplace} (0,b)} 变量。同样，当两个相互独立同分布一致变量的比值变化的时候也可以得到 {\displaystyle \operatorname {Laplace} (0,1)} 变量。

## 相关分布
- 如果 {\displaystyle Y=|X-\mu |} 并且 {\displaystyle X\sim \mathrm {Laplace} }，则 {\displaystyle Y\sim \mathrm {Exponential} } 是指数分布。
- 如果 {\displaystyle Y=X_{1}-X_{2}} 与 {\displaystyle X_{1},\,X_{2}\sim \mathrm {Exponential} }，则 {\displaystyle Y\sim \mathrm {Laplace} }。

## 统计推断

### 参数估计
给定N个独立同分布的样本{\displaystyle x_{1},x_{2},...,x_{N}}，{\displaystyle \mu }的极大似然估计{\displaystyle {\hat {\mu }}}为样本的中位数，{\displaystyle b}的极大似然估计{\displaystyle {\hat {b}}}为样本与样本中位数{\displaystyle {\hat {\mu }}}的平均绝对偏差，即
{\displaystyle {\hat {b}}={\frac {1}{N}}\sum _{i=1}^{N}\left\vert x_{i}-{\hat {\mu }}\right\vert }
（揭示了拉普拉斯分布和最小绝对偏差（LAD）之间的联系）。

在回归分析中，如果误差具有拉普拉斯分布，则最小绝对偏差估计（LADE）将作为最大似然估计（MLE）出现。